# Beaumont Saint-Cyr
Beaumont Saint-Cyr község Franciaország Új-Aquitania régiójában, Vienne megyében. Új községként 2017. január 1-jén jött létre Beaumont és Saint-Cyr korábbi község egyesítésével. 
Az egyesüléskor az új község lélekszáma 3001 fő lett. Lakosainak száma 2941 fő (2022. január 1.).

## Népesség
| Lakosok száma | 3045 | 3035 | 2997 | 2958 | 2954 | 2947 | 2941 |
|               | 2015 | 2017 | 2018 | 2019 | 2020 | 2021 | 2022 |